# František Kohout (skladatel)
František Kohout (4. května 1858 Hostín u Vojkovic - 22. srpna 1929 Praha-Královské Vinohrady) byl český hudební skladatel a houslista. Autor vokálních a instrumentálních skladeb a několika jevištních prací.

## Život
Vystudoval Varhanickou školu v Praze, byl žákem F. Z. Skuherského. Od roku 1875 působil jako houslista orchestru pražského německého divadla, od roku 1891 byl jeho ředitelem, v roce 1913 odešel do penze.

### Rodinný život
Dne 5. října 1885 se v Praze oženil s Johanou Fárovou (*1868). Manželé Kohoutovi měli dva syny.